# Anthypna meles
Anthypna meles is een keversoort uit de familie Glaphyridae. De wetenschappelijke naam van de soort is voor het eerst geldig gepubliceerd in 1792 door Fabricius.